# Folketingsvalet 2005
Folketingsvalet i Danmark 2005 genomfördes den 8 februari 2005. Det utlystes av statsminister Anders Fogh Rasmussen den 18 januari 2005. Debatten kom framförallt att behandla oppositionens krav om skapandet av fler arbeten inom den kommunala sektorn, något som ställdes mot bibehållandet av det införda skattestoppet. Även regeringens förslag om hårdare restriktioner för invandring blev en stor valfråga.

## Resultat
Den borgerliga minoritetsregeringen, bestående av Venstre och Konservative Folkeparti, tappade två mandat men behöll makten med fortsatt stöd från ett växande Dansk Folkeparti.
| Parti (partibokstav)             | Röster    | Procent av rösterna | Mandat    | +/-       |
| -------------------------------- | --------- | ------------------- | --------- | --------- |
| Venstre (V)                      | 974.637   | 29,0                | 52        | -4        |
| Socialdemokraterne (A)           | 867.350   | 25,8                | 47        | -5        |
| Dansk Folkeparti (O)             | 444.948   | 13,3                | 24        | +2        |
| Det Konservative Folkeparti (C)  | 344.886   | 10,3                | 18        | +2        |
| Det Radikale Venstre (B)         | 308.212   | 9,2                 | 17        | +8        |
| Socialistisk Folkeparti (F)      | 201.047   | 6,0                 | 11        | -1        |
| Enhedslisten – De Rød-Grønne (Ø) | 114.123   | 3,4                 | 6         | +2        |
| Kristendemokraterne (K)          | 58.071    | 1,7                 | 0         | -4        |
| Centrum-Demokraterne (D)         | 33.880    | 1,0                 | 0         | 0         |
| Minoritetspartiet (M)            | 8.850     | 0,3                 | 0         | -         |
| Övriga                           | 1.204     | 0                   | 0         | -         |
| Röstberättigade                  | 4.003.616 | 4.003.616           | 4.003.616 | 4.003.616 |
| Avgivna röster                   | 3.384.560 | 3.384.560           | 3.384.560 | 3.384.560 |
| Valdeltagande                    | 84,4 %    | 84,4 %              | 84,4 %    | 84,4 %    |

(+/-) - Förändring in antalet mandat jämfört med före valet.

### Fotnoter
1. ↑  Nohlen, D & Stöver, P (2010) Elections in Europe: A data handbook, p525 ISBN 978-3-8329-5609-7